# Abyssocomitas
Abyssocomitas là một chi ốc biển, là động vật thân mềm chân bụng sống ở biển trong họ Turridae.

## Các loài
Các loài thuộc chi Abyssocomitas bao gồm:
- Abyssocomitas kurilokamchatica Sysoev & Kantor, 1986[2]